# Maupiti
Maupiti – mały koralowy atol z wulkaniczną wyspą pośrodku. Najbardziej zachodnia spośród Wysp Pod Wiatrem, należy do Polinezji Francuskiej. Wyspa znajduje się w odległości 46 km na zachód od Bora-Bora.

## Historia

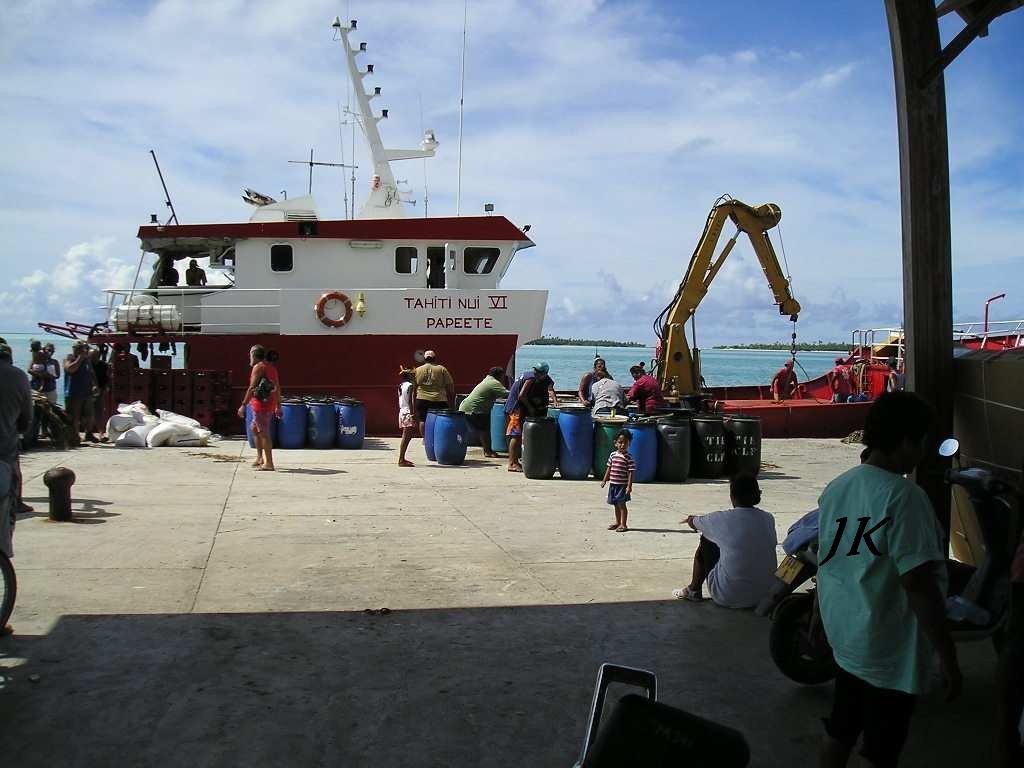
Statek w porcie na Maupiti

Pierwszym Europejczykiem na wyspie był Holender Jacob Roggeveen, który odkrył ją w 1722 roku. Historycznie wyspa posiada silne związki kulturowe z wyspą Bora-Bora (od początku XIX wieku). Dawna nazwa głównej wyspy to Maurua.

## Geografia
Maupiti składa się z centralnej wyspy położonej w centrum laguny, którą otacza 5 niskich wysepek (Motu Auira, Motu Paeao, Motu Tuanai, Motu Tiapaa, Motu Pitihahei) i rafy koralowe. Najwyższe wzniesienie wyspy liczy 372 m n.p.m. Na wyspie nie występują żadne cieki. Jest to najstarsza z archipelagu Wysp Towarzystwa, liczy 4,3 mln lat.
Na wyspie w 1987 odnotowano 237 gatunków roślin. Współczesna flora wyspy jest zubożała; przed nadejściem Polinezyjczyków wyspa była najprawdopodobniej całkowicie zalesiona. Jedynym endemicznym dla wyspy gatunkiem ptaka była pacyficzka aksamitna (Pomarea pomarea), wymarła po 1823.

## Administracja, demografia, gospodarka
Populacja atolu w 2015 wynosiła 1223 osób. Administracyjnie Maupiti należy do gminy o tej samej nazwie. Wyspa należy także do subdywizji ze stolicą na Wyspach Podwietrznych. Głównym ośrodkiem osadnictwa na wyspie jest miasto Vaiea, ciągnąca się wzdłuż wybrzeża na długości około 1 km. Atol ma swoje lotnisko o pasie startowym długości 900 m; w 2016 obsłużyło 22 877 pasażerów. Tradycyjnie uprawia się tu kolokazję jadalną (Colocasia esculenta), pochrzyn (Dioscorea), banana fe’i (Musa × troglodytarum L.) i wilca ziemniaczanego (Ipomea batatas). Głównym źródłem dochodu dla mieszkańców jest uprawa owoców na motu (wysepkach) otaczających główną wyspę.